# Druhanov
Druhanov (německy Druhanow) je obec v okrese Havlíčkův Brod v Kraji Vysočina. Žije zde 163 obyvatel. Nachází se asi 3 km od Světlé nad Sázavou.

## Historie
První písemná zmínka o obci pochází z roku 1362.
| Rok            | 1869 | 1880 | 1890 | 1900 | 1910 | 1921 | 1930 | 1950 | 1961 | 1970 | 1980 | 1991 | 2001 | 2006 | 2014 |
| Počet obyvatel | 190  | 186  | 307  | 274  | 314  | 314  | 278  | 293  | 140  | 129  | 126  | 103  | 123  | 156  | 161  |